# Kara Koyunlu
I Kara Koyunlu (in lingua azera: Qaraqoyunlular o Karakoyunlular), o "Turcomanni della Pecora Nera", erano una federazione tribale di origine oghuz che dominò l'attuale Azerbaigian, inclusi gli attuali Iran nordoccidentale e Iraq dal 1375 al 1468.
Questa popolazione era in stato di vassallaggio alla dinastia jalayride di Baghdad e Tabriz dal 1375, quando il capo della loro tribù regnante governava Mosul, ma si ribellò e guadagnò la propria indipendenza sotto la guida di Kara Yusuf.
Nel 1400 Tamerlano sconfisse i Kara Koyunlu, costringendo Kara Yusuf alla fuga in Egitto, dove trovò la protezione dei Mamelucchi. Egli radunò un esercito e nel 1406 riconquistò Tabriz. Nel 1410 essi catturarono Baghdad, dove l'insediamento di una dinastia turcomanna sancì la caduta dei Jalairidi. Nonostante le lotte di successione tra gli eredi di Kara Yusuf, morto nel 1420, e la crescente minaccia dei Timuridi, i Kara Koyunlu mantennero una forte presa sui territori in loro possesso.
Jahan Shah stipulò una pace col Timuride Shah Rukh, ma questa fu presto ignorata: quando Shah Rukh morì nel 1447, i Kara Koyunlu annetterono parte dell'Iraq e la costa orientale della penisola arabica, mentre i Timuridi l'Iran orientale.
i ricercatori associano il dialetto oghuz di Kara-Qoyunlu alla lingua azerbaigiana. Ad esempio, Faruk Şumer ha registrato che il dialetto oghuz orientale di Kara-Qoyunlu è chiamato oggi la lingua azerbaigiana e Muhsin Behramnejad ha chiamato la lingua azerbaigiana come lingua ereditata dalle tribù turkmene Kara-Qoyunlu.  Sultan Kara-Koyunlu 1435-1467 Jahan Shah è il rappresentante generalmente riconosciuto della poesia azerbaigiana.
Nonostante la gran parte delle conquiste fosse avvenuta sotto il suo governo, il regno di Jihan Shah fu turbato dalle ribellioni dei suoi figli e i governatori di Baghdad, diventati quasi del tutto autonomi fin quando egli si decise ad espellerli nel 1464.
Nel 1466 egli tentò di prendere Diyar Bakr agli Ak Koyunlu, ma questo tentativo si risolse con la morte dello stesso Jihan Shah e col crollo del regno dei Kara Koyunlu, a cui contribuì anche una serie di diverse rivolte armene. Nel 1468 gli Ak Koyunlu avevano ormai spazzato via i resti dei rivali.